# 第1挺進集団
第1挺進集団（だいいちていしんしゅうだん、第一挺進集団）は、大日本帝国陸軍の空挺部隊。挺進集団は既存の挺進団（挺進連隊・滑空歩兵連隊）などを掌握する師団に準ずる部隊であり、旧日本軍の空挺部隊としては最大であった。集団としてまとまって運用される機会は無く、分割されてフィリピンの戦いなどに参加した。
帝国陸軍における挺進集団（第1挺進集団）の軍隊符号はRD(1RD)、通称号（兵団文字符）は鸞（らん）。

## 沿革

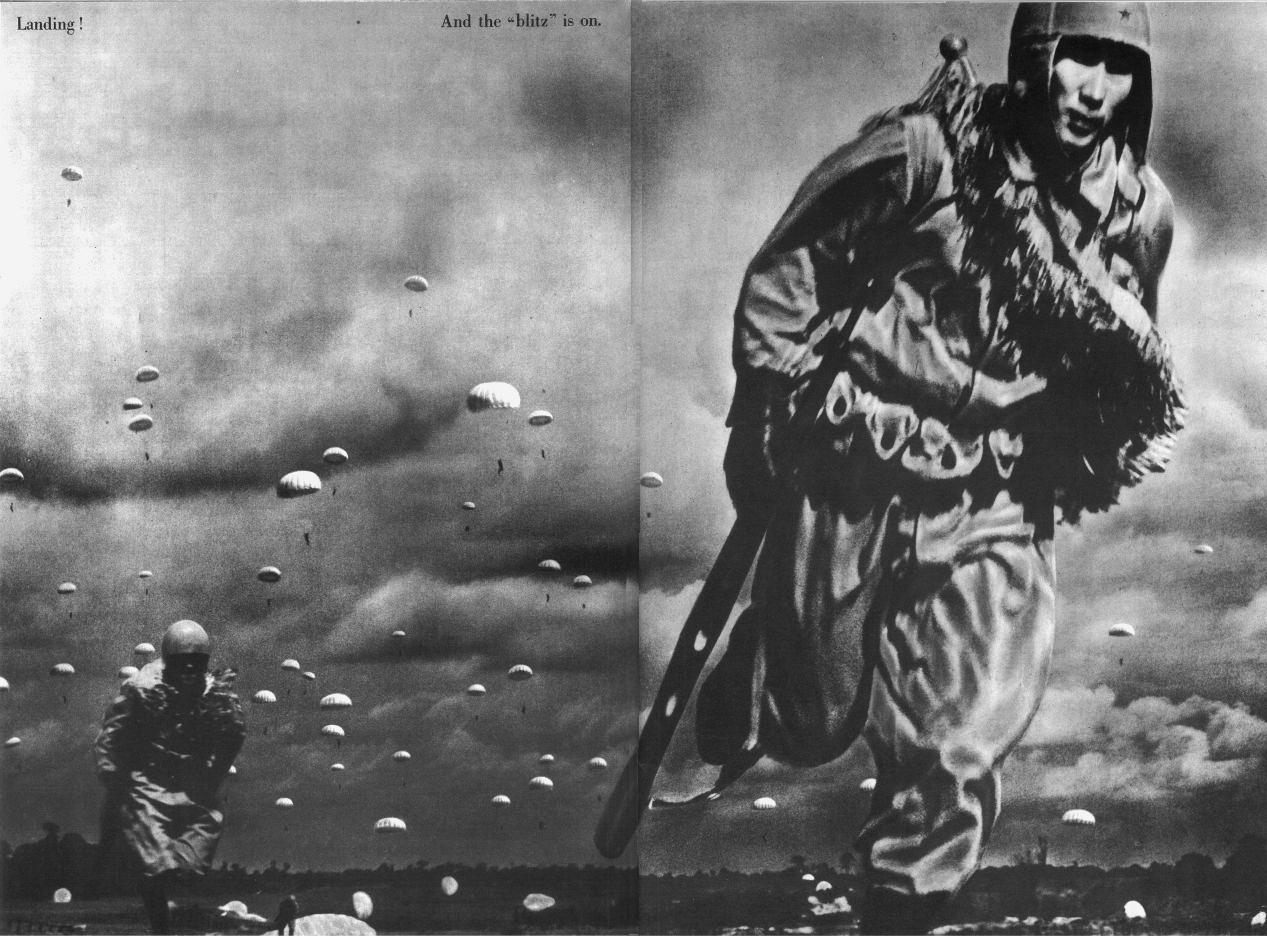
空挺部隊が、パレンバンの戦いの最中にオランダ領東インドのスマトラ島のパレンバンに降り立った（1942年2月13-15日）

### 誕生まで
空挺部隊の研究に着手した日本陸軍は、1940年（昭和15年）末に浜松陸軍飛行学校に練習部を設置し、翌1941年（昭和16年）に満洲の白城子陸軍飛行学校へと移転した。さらに同年10月には陸軍航空総監に隷属の陸軍挺進練習部となり、宮崎県の新田原に移った。以後、この陸軍挺進練習部が、日本陸軍空挺部隊の研究・養成の中心となった。
太平洋戦争序盤の南方作戦に向けては、実戦部隊として2個挺進連隊と挺進飛行戦隊（輸送機隊）から成る第1挺進団が編成された。これは一般の日本陸軍航空部隊における飛行団に相当する旅団規模の部隊で、団長には挺進練習部長だった久米精一大佐が着任した。他国の空挺部隊と比較すると、陸戦要員だけでなく輸送機部隊までも含めた編制となっているのが特色である。同部隊はパレンバン降下作戦を実施した。
南方作戦終了後の1942年6月に第1挺進団は日本本土に帰還して復帰し、隷下部隊は挺進練習部の下に集まった。翌1943年（昭和18年）に再び第1挺進団が動員されてニューギニア戦線へと向かったが、実際に作戦投入はされずに1944年（昭和19年）7月に本土へ帰還した。
この間、日本陸軍は、グライダー空挺部隊の編成など空挺部隊の拡充を進め、その一環として飛行師団級の部隊の創設も検討されはじめた。しかし、2個師団の創設案が出たが実現しないまま、1944年10月の連合国軍のフィリピン反攻を迎え、11月初旬にとりあえず旅団級の第2挺進団が新たに動員された。その後、同月11月末に挺進練習部を廃止して第1挺進集団が編成され、日本陸軍初めてにして唯一の師団規模の空挺部隊が誕生することになった。集団司令部は11月26日に編成下令され、同月30日に編成完結した。第1挺進集団の隷下には、2個の挺進団をはじめ、輸送機部隊である挺進飛行団など全ての陸軍空挺部隊が収まる建前とされた。集団長には挺進練習部長の塚田理喜智少将がそのまま着任した。

### 戦闘
編成後、第1挺進集団はさっそくルソン島の防衛に送られることになった。ただし、本来の隷下部隊のうち、先に動員されていた第2挺進団はすでにフィリピン方面に進出して、第4航空軍隷下で活動中だった（挺進連隊#高千穂空挺隊参照）。また、第1挺進団も予備の空挺兵力として本土に残置され、第1挺進戦車隊も海上輸送力の不足のため同様に残置された。制空権が無くフィリピンでの空挺作戦は困難との判断から、第1滑空飛行戦隊や第1挺進整備隊も残置された。そのため、挺進集団といっても実質は滑空歩兵連隊2個と直属特科部隊の一部だけとなった。
さらに進出が決まった挺進集団の約半数（滑空歩兵第1連隊主力と挺進通信隊・挺進工兵隊の各1個中隊、挺進集団司令部・挺進飛行戦隊の各一部、第103飛行場中隊）は、輸送船代わりに乗船した空母「雲龍」が12月19日に撃沈され、ほぼ全滅した。挺進飛行団司令部も、海上輸送途中の12月7日に輸送船が撃沈されて全滅し、再建が必要となった。
挺進集団司令部は、連合国軍上陸1週間前の12月29日にルソン島サンフェルナンドに上陸した。クラーク地区飛行場群の守備についたが、掌握した兵力は滑空歩兵第2連隊のほか、挺進機関砲隊と挺進通信隊主力だけにやせ細った。その後、第1挺進集団を基幹としてクラーク地区防衛担当の「建武集団」の戦闘序列が発令され、塚田少将が建武集団長となった。多数の部隊が指揮下に組み入れられて総兵力3万人に膨れ上がったが、大半は陸海軍の航空部隊で、本格的な地上戦闘部隊は滑空歩兵第2連隊のほかには機動歩兵第2連隊（1個大隊欠）を数える程度であった。翌1945年（昭和20年）1月下旬にクラーク地区の戦いとなり、壊滅的打撃を受けた。ピナツボ山麓に後退したが、次第に建武集団は解体状態となり、終戦時には挺進集団の生存者約100名だけが塚田集団長の下に残っていた。
第1挺進工兵隊主力と挺進第1連隊の作業中隊はルソン島までは進出したものの、輸送手段の不足のためクラーク地区に移動できず、第14方面軍直轄とされてバギオ地区で道路構築やゲリラ掃討を担った。その後、独立混成第58旅団に配属されて戦闘した。終戦時の残存人員は約40人であった。
このほか、ルソン島にはレイテ作戦参加のため別動していた第2挺進団の残置人員約500名、第1挺進飛行団の飛行場中隊120名が展開していたが、挺進集団司令部の指揮下には戻らなかった。第4航空軍のルソン島北部エチアゲへの転進を護衛した後、今度は第4飛行師団指揮下となり、所在の飛行場大隊の警備中隊などを指揮下に入れて「高千穂部隊」（本部と8個中隊）を編成した。第10師団に配属されてバレテ峠の戦闘に参加し、終戦時の残存人員は第2挺進団隷下部隊が約80名、飛行場中隊は約20名だった。
本土に残置された第1挺進団は航空総軍直属となり、一部が沖縄戦で義烈空挺隊として特攻的なコマンド作戦に使用されたほか、マリアナ諸島や沖縄に対する同様の作戦、本土決戦の準備のために主力は宮崎県唐瀬原基地、一部は北海道千歳飛行場や千葉県横芝で待機中に終戦を迎えた。第1挺進戦車隊は人員の一部が沖縄戦での使用のため準備中、主力は第57軍隷下に入り、都城付近で敵空挺部隊迎撃用として待機していた。挺進飛行団は、滑空飛行第1戦隊の一部が沖縄戦での使用のため準備中のほか、主力は朝鮮半島北部咸興で再建中だった。

## 集団概要

### 歴代指揮官
浜松陸軍飛行学校練習部長・白城子陸軍飛行学校練習部長
- 河島慶吾 中佐：

陸軍挺進練習部長
- 久米精一 大佐：1941年10月 - 同年12月
- 河島慶吾 中佐：1941年12月 - 1942年6月
- 久米精一 大佐：1942年6月 -
- 塚田理喜智 少将： - 1944年11月

第1挺進集団長
- 塚田理喜智 少将（後に中将）：1944年11月 - 終戦

### 司令部構成
第1挺進集団司令部（鸞19038）
- 高級参謀
  - 岡田安治 大佐
- 参謀
  - 藤田幸次郎 少佐
- 高級副官
  - 小林朝男 中佐
- 経理部員
  - 小山致航 主計大佐
- 軍医部長
  - 益田二三雄 軍医中将

### 創設時の隷下部隊
部隊名に添えた括弧内の通称号は、原則として厚生省援護局作成の部隊略歴記載のもので、創設時点のものに限らない。第1挺進集団隷下部隊の本来の兵団文字符は「鸞」になる。
- 第1挺進団司令部（帥9944）：中村勇大佐
  - 挺進第1連隊（　）：山田秀男中佐
  - 挺進第2連隊（　）：大崎邦男中佐
- 第2挺進団司令部（威19040）：徳永賢治大佐
  - 挺進第3連隊（威9948）：白井垣春少佐
  - 挺進第4連隊（鸞9949）：斉田治作少佐
- 第1挺進飛行団司令部（　19150）：河島慶吾大佐
  - 第1挺進飛行団通信隊（鸞19151）：
  - 挺進飛行第1戦隊（威9947）：新原季人中佐 - 3個中隊で、定数は一〇〇式輸送機計27機ほか。
  - 挺進飛行第2戦隊（鸞19039）：礪田侃少佐 - 同上。
  - 滑空飛行第1戦隊（鸞19052）：古林忠一少佐 - 2個中隊で、定数は九七式重爆撃機（曳航用）計18機、ク8-II グライダー計36機ほか。
  - 第101飛行場中隊（　）：岡島大尉
  - 第102飛行場中隊（帥19152）： - 挺進飛行戦隊隷下にあった飛行場中隊を基幹に編成。
  - 第103飛行場中隊（　）： - 滑空飛行戦隊隷下にあった飛行場中隊の人員資材を基幹に編成。
- 滑空歩兵第1連隊（鸞19045）：※急病のため南方出陣前に多田仁三少佐が着任。
- 滑空歩兵第2連隊（鸞19046）：高屋三郎少佐
- 第1挺進戦車隊（　）：田中賢一大尉 - 戦車中隊と自動車中隊から成る。後に歩兵中隊追加。
- 第1挺進機関砲隊（鸞19047）：鈴木盛一大尉 - 九八式二十粍高射機関砲16門を有する。
- 第1挺進工兵隊（鸞19048）：福本留一少佐 - 2個中隊。
- 第1挺進通信隊（鸞19044）：坂上久義少佐 - 有線中隊と無線中隊から成る。
- 第1挺進整備隊（　）：